# Aketi (territoire)
Pour les articles homonymes, voir Chaltin.
Le territoire d'Aketi est une entité déconcentrée de la province du Bas-Uele en république démocratique du Congo.

## Histoire
Anciennement, il portait le nom d'Aketi Port-Chaltin (d'après Louis Napoléon Chaltin).

## Localisation
Aketi couvre une superficie de 25 471 km2. Il se situe dans la partie sud à l'ouest de la Province du Bas-Uélé et est limité, au nord, par le territoire de Bondo, à l'est, par le territoire de Buta, au sud, par le territoire de Basoko dans la province de la Tshopo et, à l'ouest, par le territoire de Bumba dans la province de la Mongala.

## Santé
Le territoire d'Aketi est subdivisé en deux zones de santés : Aketi et Likati. La zone de santé d'Aketi est dirigée par un Médecin Chef de Zone, Dr Serge NIMO NGBABO. La zone compte 17 aires de santé avec un HGR, trois centres de santé de référence, 14 Centre de santé, un Centre Hospitalier. Un seul centre de santé offre un PMA selon les normes (DULIA) et l’HGR n’offre pas un PCA complet.[pas clair]
L’accessibilité de soins est de 91,6% pour le premier échelon et de 60,4% pour le deuxième échelon. Pour le premier échelon, nous avons pris en compte la population se trouvant à moins de 5 Km des centres de santé et ceux de moins de 2 Km des postes de santé ou sites de soins communautaires.

## Communes
Le territoire compte deux communes rurales de moins de 80 000 électeurs.
- Aketi, (7 conseillers municipaux)
- Likati, (7 conseillers municipaux)

## Collectivités
Le territoire d’Aketi est organisé en huit collectivités (six chefferies et deux secteurs).

### Chefferie
- Avuru-Duma
- Avuru-Gatanga
- Bondongola
- Mabinza
- Mobati-Boyele
- Mongwandi

### Secteurs

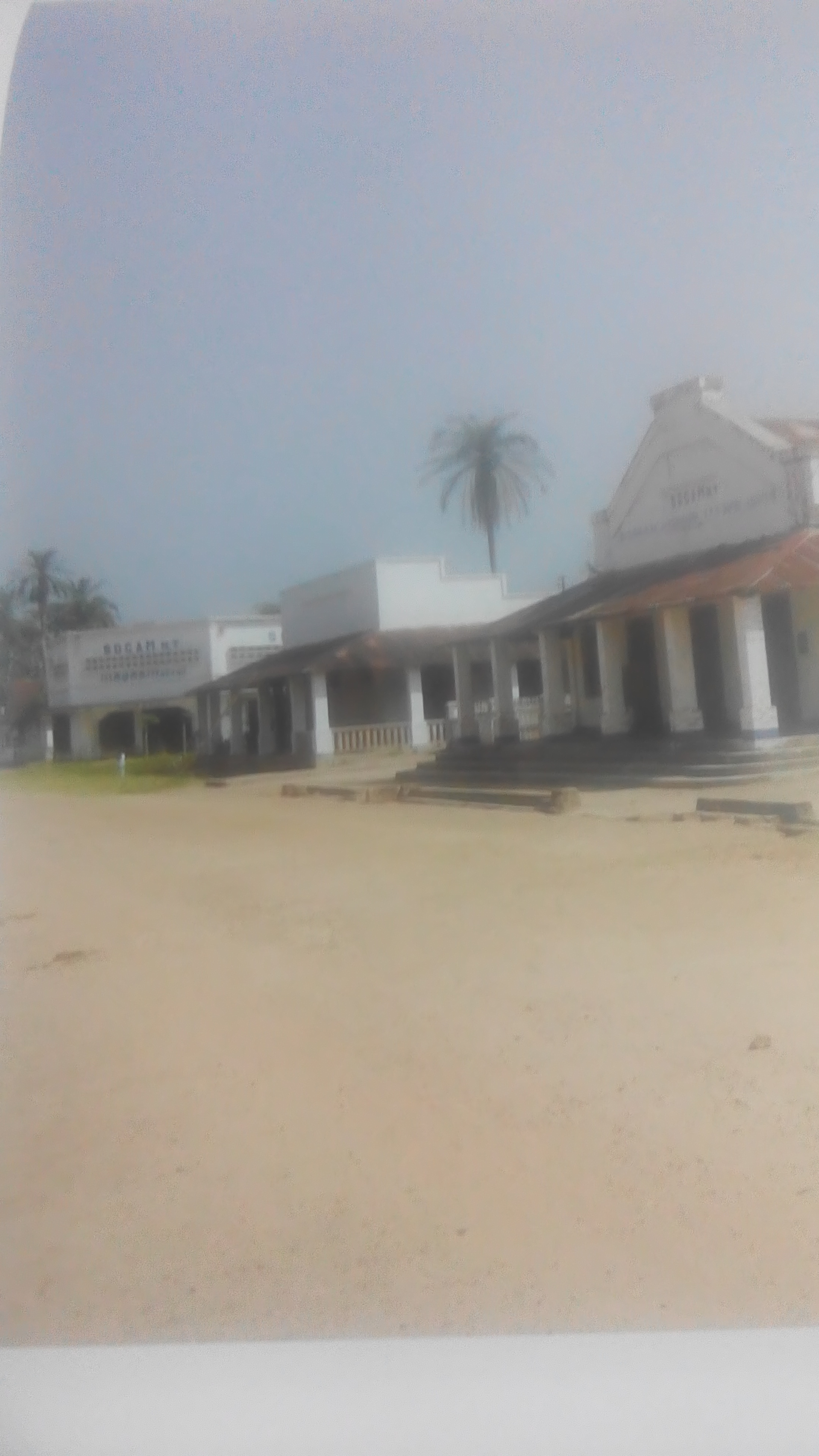
Bureau administratif d'Aketi.

- Gbandi
- Yoko

|                                 | Superficie (km2) | Groupement                                                                        |
| ------------------------------- | ---------------- | --------------------------------------------------------------------------------- |
| Chefferie Avuru-Duma            | 1 296            | Avuru-Balisango; Avuru-Dengwa; Avuru-Gbuta                                        |
| Chefferie Avuru-Gatanga         | 6 608            | Avuru-Banangi; Avuru-Guruza; Avuru-Ngbali; Avuru-Ngbatala                         |
| Chefferie Bodongola             | 1 652            | Bogbasa; Bolende; Bongeta, Bozaki                                                 |
| Secteur Mabinza                 | 5 763            | Adongo; Amondo; Bobenga; Bodi; Bodumbe; Bodunga; Bogula; Boswa; Madoka            |
| Secteur Mobati-Boyele           | 1 292            | Bogbasa; Bongbondolo, Bogolo, Bosobea                                             |
| Secteur Mongwandi (Kolongbandi) | 4 539            | Babuanda; Bogboma; Bogolo; Bombotombo                                             |
| Chefferie Ngbongi               | 2 281            | Abibi; Aboso; Boganga; Bogbuta; Bokalaka; Bombongolo                              |
| Secteur Yoko                    | 3 943            | Aboso; Bangakoy (Bangeri); Bela; Mbeya; Motsay; Nzudu; Kise; Genza; Ngea          |
| Cité d'Aketi                    | 57               | Quartiers : Azande; Kisangani (Commerciale); Itimbiri; Mabinza; Mongwandi; Mobati |

## Localités
- Bunduki
- Dulia